# تشكيل الانطباع
يشير تكوين الانطباع في علم النفس الاجتماعي إلى العمليات التي من خلالها تدمج أجزاء مختلفة من المعرفة عن الآخر في انطباع عام أو موجز. يُنسب الفضل إلى عالم النفس الاجتماعي سولومون آش في البحث الأساسي حول تكوين الانطباع وأجرى بحثًا حول كيفية دمج الأفراد للمعلومات حول سمات الشخصية. اقترح نظريتين رئيسيتين لشرح كيفية حدوث عملية التكامل هذه. ينظر نهج الجشطالت إلى تكوين الانطباع العام على أنه مجموع عدد من الانطباعات المترابطة. نظرًا لأن الفرد يسعى إلى تكوين انطباع متماسك وذو مغزى عن فرد آخر، فإن الانطباعات السابقة تؤثر بشكل كبير على تفسير المعلومات اللاحقة. على عكس نهج الجشطالت، يؤكد نهج الجبر المعرفي أن تجارب الأفراد تدمج مع التقييمات السابقة لتكوين انطباع متغير باستمرار عن الشخص. من المجالات ذات الصلة بتكوين الانطباع دراسة إدراك الشخص، إسناد التصرف، ثم تعديل تلك الاستنتاجات بناءً على المعلومات المتاحة.

## طُرق
درس تكوين الانطباع تقليديًا باستخدام ثلاث طرق ابتكرها آش: الاستجابة الحرة، والترابط الحر، ونموذج قائمة المراجعة. بالإضافة إلى ذلك، استخدم طريقة رابعة تستند إلى مقياس ليكرت مع مرتكزات مثل «موافق للغاية» و«غير موافق للغاية»، في البحث الأخير. غالبًا ما يستخدم مزيج من بعض أو كل هذه التقنيات لإنتاج التقييم الأكثر دقة لتكوين الانطباع.

### استجابة مجانية
الاستجابة الحرة هي طريقة تجريبية تستخدم بشكل متكرر في أبحاث تكوين الانطباع. يقدم المُشارِك (أو المُدرك) مع حافز (عادةً ما يكون مقتطفًا قصيرًا أو قائمة من صفات الشخصية مثل مؤكد، وثرثار، وبارد، وما إلى ذلك) ثم يُطلب منه أن يدون بإيجاز انطباعاته عن نوع الشخص الموصوف. هذه تقنية مفيدة لجمع أدلة مفصلة وملموسة حول طبيعة الانطباع المتكون. ومع ذلك، فإن صعوبة ترميز الاستجابات بدقة غالبًا ما تتطلب استخدام مقاييس كمية إضافية.

### ارتباط حر
الارتباط الحر هو طريقة تجريبية أخرى شائعة الاستخدام حيث ينشئ المدرك قائمة من الصفات الشخصية التي تتبادر إلى الذهن فورًا عندما يُطلب منه التفكير في نوع الشخص الموصوف بواسطة مجموعة معينة من الصفات الوصفية.

### قائمة تدقيق
غالبًا ما تستخدم قائمة تحقق تتكون من صفات شخصية متنوعة لتكملة الاستجابة المجانية أو بيانات الارتباط الحر ولمقارنة اتجاهات المجموعة. بعد تقديم الصفات الشخصية للفرد المتخيل، يُطلب من المدركين اختيار صفات الشخصية من قائمة محددة مسبقًا تصف الانطباع الناتج بشكل أفضل. في حين أن هذا ينتج تقييمًا كميًا سهلًا للانطباع، إلا أنه يقيد إجابات المشاركين في مجموعة استجابة محدودة، وغالبًا ما تكون شديدة. ومع ذلك، عند استخدامها جنبًا إلى جنب مع الأساليب المذكورة أعلاه، توفر بيانات قائمة التحقق معلومات مفيدة حول طبيعة مرات الظهور.

### مقاييس تصنيف ليكرت
استخدام مقاييس ليكرت، يستجيب المدركون لعرض لخصائص الشخصية المنفصلة. تتضمن طرق العرض الشائعة قوائم الصفات أو الصور أو مقاطع الفيديو التي تصور مشهدًا أو سيناريوهات مكتوبة. على سبيل المثال، قد يُطلب من أحد المشاركين الإجابة على السؤال «هل سيبحث شخص نزيه (صفة) يومًا ما عن صاحب طرد مفقود (السلوك)؟» من خلال الإجابة على مقياس مكون من 5 نقاط يتراوح من 1 «مستبعد جدًا» إلى 5 «محتمل جدًا».

## نتائج محددة

### تأثير الأسبقية والحداثة
شدد آش على التأثير المهم للانطباعات الأولية للفرد عن سمات شخصية الشخص على تفسير جميع الانطباعات اللاحقة. ادعى آش بأن هذه الانطباعات المبكرة غالبًا ما تشكل أو تكون تصور الفرد للتفاصيل الأخرى المتعلقة بالسمات. يوجد قدر كبير من الأبحاث يدعم هذه الفرضية. على سبيل المثال، عندما طُلب من الأفراد تقييم انطباعهم عن شخص آخر بعد تقديمهم قائمة بالكلمات التي تتقدم إما من الأفضلية المنخفضة إلى الأفضلية العالية (L - H) أو من الأفضلية العالية إلى الأفضلية المنخفضة (H - L)، تأثيرات المواقف السابقة القوية التي حدثت. بعبارة أخرى، استمرت الانطباعات المكونة من الصفات الوصفية الأولية بمرور الوقت وأثرت على الانطباعات العامة. بشكل عام، يمكن أن يكون للأولوية ثلاثة تأثيرات رئيسية: يمكن دمج معلومات السمات الأولية في الانطباع العام للفرد عن الشخص في عملية آثار الاستيعاب، ويمكن أن يؤدي إلى انطباع دائم تقارن المعلومات الأخرى به في عملية التثبيت، ويمكن أن يتسبب في تغيير الناس بشكل فعال لتصوراتهم عن الآخرين أثناء عملية التصحيح.

### التكافؤ
يمكن أن تؤثر العاطفة لسمات شخصية معينة، مثل الخصائص «الدافئة» مقابل الخصائص «الباردة»، في كيفية تفسير السمات اللاحقة وفي نهاية المطاف على نوع الانطباع المتكون. المعلومات غير المتسقة مع الانطباع العام للشخص عن شخص آخر تظهر بشكل خاص في الذاكرة. يمكن أن تؤدي عملية الاستيعاب إلى سمات سببية للشخصية حيث تدمج هذه المعلومات غير المتسقة في الكل. هذا التأثير مؤثر بشكل خاص عندما يُنظر إلى السلوك على أنه سلبي. تمشيا مع التحيز السلبي، يُنظر إلى السلوكيات السلبية على أنها أكثر دلالة على سلوك الفرد في المواقف التي تنطوي على قضايا أخلاقية. يُعتبر السلوك السلبي الشديد أيضًا أكثر تنبؤًا بسمات الشخصية من السلوك الأقل شدة.

## تاريخ

### تجارب كلاسيكية
في تجربة كلاسيكية، تمحور الاهتمام النظري الرئيسي لسولومون آش حول فهم الآليات التي تؤثر على الانطباع العام للشخص عن الآخرين، وبشكل أساسي مركزية السمات وتكافؤ السمات لخصائص الشخصية المختلفة. أوضح بحثه الأدوار المؤثرة لتأثير المواقف السابقة والتكافؤ والإسناد السببي من جانب الفرد. بناءً على نتائج عشر تجارب تدرس تأثير الصفات الشخصية المختلفة على الجودة الناتجة وطبيعة الانطباعات، حددت العديد من المبادئ الأساسية لتكوين الانطباع:
1. يمتلك الأفراد ميلًا طبيعيًا لعمل استنتاجات ترتيبية عامة حول طبيعة شخصية شخص آخر.
2. يتوقع الأفراد أن تعكس السلوكيات المرصودة سمات شخصية مستقرة.
3. يحاول الأفراد ملاءمة المعلومات المتعلقة بالسمات والسلوكيات المختلفة في كل ذي مغزى ومتماسك.
4. يحاول الأفراد شرح وترشيد التناقضات عندما لا تتناسب المعلومات المتاحة مع التصور العام.

### التطور النظري
أكدت كتابات فريتز هايدر في علم النفس عن نظرية التوازن أن الإعجاب أو كره الشخص يعتمد على كيفية ارتباط الشخص بشكل إيجابي أو سلبي بالكيانات الأخرى المحبوبة أو غير المحبوبة. مقالة هايدر اللاحقة حول الإدراك الاجتماعي،  جنبًا إلى جنب مع تطوير «المنطق النفسي» لروبرت ب. تحديد نوع الارتباط الموجود بين الفاعل وموضوع الجملة. وسع هاري جولوب هذه الرؤى من خلال منهج الفاعل - الفعل - الكائن في الإدراك الاجتماعي، وأظهر أن تقييمات موضوعات الجملة يمكن حسابها بدقة عالية من التقييمات خارج السياق للموضوع، والفعل، والموضوع، مع جزء من النتيجةتفاعل (إحصائيات) المضاعفة بين تقييمات المدخلات. في عمل لاحق، وسع جولوب وبيتي روسمان إطار العمل للتنبؤ بقوة الممثل وتأثيره. كتب Reid Hastie أن «ملحق غولوب لنموذج التوازن إلى الاستدلالات المتعلقة بجمل الموضوع - الفعل -الكائن هو أهم تطور منهجي ونظري لمبدأ Heider منذ بيانه الأصلي.»
تألفت معادلات الانحدار الخاصة بـ غولوب للتنبؤ بانطباعات موضوعات الجملة من ملخصات مرجحة لتصنيفات خارج السياق للموضوع، والفعل، والموضوع، والتفاعلات المضاعفة للتصنيفات. دعمت المعادلات بشكل أساسي نهج الجبر المعرفي نظرية تكامل المعلومات نورمان إتش أندرسون. ومع ذلك، بدأ أندرسون تبادلًا تقنيًا ساخنًا بينه وبين غولوب،  حيث ادعى أندرسون بأن استخدام جولوب للنموذج الخطي العام أدى إلى نظرية غير محددة لأنها لم تستطع تفسير أي حالة معينة في مجموعة الحالات المستخدمة لتقدير النماذج. يمثل التبادل المتكرر جدلًا مستمرًا بين مؤيدي السياقية الذين يجادلون بأن الانطباعات ناتجة عن تأثيرات ظرفية محددة (على سبيل المثال، من الدلالات والتواصل غير اللفظي بالإضافة إلى العوامل العاطفية)، والمصممين الذين يتبعون مقولة واقعية، ويبحثون عن تقديرات تقريبية تكشف العمليات العقلية الأساسية. هناك مشكلة أخرى في استخدام تقديرات المربعات الدنيا وهي تراكم مشاكل خطأ القياس مع المتغيرات المضاعفة.
في علم الاجتماع، أعاد ديفيد ر. هايز تسمية إطار عمل غولوب من الفاعل - الفعل - الكائن إلى الفاعل - السلوك - الكائن من أجل السماح بتكوين الانطباع من الأحداث المتصورة وكذلك من المحفزات اللفظية، وأظهر أن الأفعال تنتج انطباعات عن السلوكيات والأشياء أيضًا كممثلين على جميع الأبعاد الثلاثة للتفاضل التفاضل الدلالي لتشارلز إي أوسجود - التقييم والفعالية والنشاط. استخدم هايز معادلات تصف عمليات تكوين الانطباع كأساس تجريبي لنظرية الحركة الإلكترونية الخاصة به، تؤثر نظرية التحكم في التأثير.
ركز كتاب إرفينج جوفمان عرض الذات في الحياة اليومية ومقاله «على الوجه في العمل» في كتاب Interaction Ritual على كيفية مشاركة الأفراد في إدارة الانطباعات. باستخدام مفهوم الوجه باعتباره الهوية المستخدمة الآن، اقترح جوفمان أن يحافظ الأفراد على وجوههم بشكل تعبيري. «من خلال الدخول في موقف يُمنح فيه وجهًا للمحافظة عليه، يتحمل الشخص مسؤولية الوقوف على تدفق الأحداث أثناء مرورها أمامه. يجب عليه التأكد من أن نظامًا تعبيريًا معينًا مستدامًا - وهو نظام ينظم تدفق الأحداث، كبيرة كانت أم صغيرة، بحيث يكون أي شيء يبدو أنه يعبر عنه متسقًا مع وجهه.» بمعنى آخر، يتحكم الأفراد في الأحداث لخلق الانطباعات المرغوبة عن أنفسهم. أكد جوفمان أن الأفراد في المجموعة يعملون كفريق مع التزام الجميع بمساعدة الآخرين في الحفاظ على هوياتهم.

## عمليات تكوين الانطباع في الولايات المتحدة
أسفرت التقييمات لـ 515 توصيفًا للإجراء من قبل المستجيبين الأمريكيين عن تقديرات لنموذج إحصائي يتكون من تسع معادلات لتكوين الانطباع، وتوقع تقييم النتائج، والفعالية، ونشاط الفاعل والسلوك والعنصر من تقييمات ما قبل الحدث للتقييم والفعالية والنشاط الفاعل والسلوك والشيء. أبلغ عن إن النتائج هي تقديرات الاحتمالية القصوى.
كان الاستقرار عاملاً في كل معادلة، مع بعض الإحساس المسبق تجاه عنصر العمل الذي نقل إلى شعور ما بعد الإجراء حول نفس العنصر. التقييم والفعالية ونشاط السلوكيات الممنوحة للممثلين لذلك حددت انطباعات الممثلين جزئيًا من خلال السلوكيات التي يؤدونها. بشكل عام، فقدت كائنات العمل قوتها.
تضمنت التفاعلات بين المتغيرات تأثيرات الاتساق، مثل تلقي الائتمان التقييمي لأداء سلوك سيئ تجاه شخص كائن سيئ، وتأثيرات التطابق، مثل تلقي الائتمان التقييمي للسلوكيات اللطيفة تجاه الأشياء الضعيفة أو السلوكيات السيئة تجاه الأشياء القوية. تضمنت تفاعلات الدرجة الثالثة تأثير التوازن حيث تلقى الممثلون دفعة في التقييم إذا كان عنصران أو لم يكن أي عنصر في الإجراء سلبياً، وإلا حدث تناقص. عبر جميع معادلات التنبؤ التسعة، ساهم أكثر من نصف المتنبئين المحتملين البالغ عددهم 64 (متغيرات الدرجة الأولى بالإضافة إلى التفاعلات من الدرجة الثانية والثالثة) في النتائج.
وجدت دراسات توصيفات الأحداث التي حددت بوضوح إعدادات السلوك أن عمليات تكوين الظهور هي نفسها إلى حد كبير عندما تكون الإعدادات بارزة، لكن الإعداد يصبح مساهمًا إضافيًا في تكوين الانطباع فيما يتعلق بالممثل والسلوك والعنصر؛ والعمل يغير انطباع الإعداد.
الفاعل والموضوع هما نفس الشخص في أفعال موجهة ذاتيًا مثل «امتدح المحامي نفسه» أو أنواع مختلفة من إيذاء النفس. يشير بحث تكوين الانطباع إلى أن الإجراءات الموجهة ذاتيًا تقلل من إيجابية الفاعلين في أبعاد التقييم والفعالية والنشاط. وبالتالي، فإن الأفعال الموجهة ذاتيًا ليست الطريقة المثلى لتأكيد الهويات الجيدة والقوية والحيوية التي يرغب الناس عادةً في الحفاظ عليها. بدلاً من ذلك، فإن الأفعال الموجهة ذاتيًا هي طريقة محتملة للتعبير للأفراد الذين يرغبون في إظهار تدني احترامهم لذاتهم وكفاءتهم الذاتية.
استخدم العمل المبكر في تكوين الانطباع جمل فعلية مثل، «الرجل الطيب يمتدح الشيوعيين»، و«بيل ساعد السناتور الفاسد»، بافتراض أن مجموعات الأسماء المعدلة تندمج في وحدة وظيفية. وجدت دراسة لاحقة أن تركيبة المعدل-الاسم تشكل انطباعًا عامًا يعمل في أوصاف العمل مثل الاسم وحده. جمعت جمل العمل في تلك الدراسة الهويات مع خصائص الحالة والسمات والحالات المزاجية والعواطف. ركزت دراسة أخرى في عام 1989 بشكل خاص على واصفات المشاعر جنبًا إلى جنب مع الهويات (على سبيل المثال، طفل غاضب) ووجدت مرة أخرى أن مصطلحات العاطفة تندمج مع الهويات، والمعادلات التي تصف هذا النوع من الدمج هي من نفس شكل المعادلات التي تصف دمج السمات والهوية.

## دراسات عبر الثقافات
أجريت دراسات لأنواع مختلفة من تكوين الانطباع في كندا، اليابان، وألمانيا. العمليات الأساسية متشابهة عبر الثقافات. على سبيل المثال، في كل ثقافة تمت دراستها، حدد تقييم الممثل من خلال - من بين أشياء أخرى - تأثير الاستقرار، والاكتفاء من تقييم السلوك، والتفاعل الذي يكافئ الممثل لأداء سلوك كان تقييمه متسقًا مع تقييم الكائن الشخص.
من ناحية أخرى، ترجح كل ثقافة التأثيرات الأساسية بشكل مميز. على سبيل المثال، كان تأثير اتساق تقييم كائن السلوك أقل بكثير في ألمانيا منه في الولايات المتحدة أو كندا أو اليابان، مما يشير إلى أن الأحكام الأخلاقية للفاعلين لها أساس مختلف نوعًا ما في ألمانيا عن الثقافات الأخرى. بالإضافة إلى ذلك، تضمنت عمليات تكوين الانطباع بعض التفاعلات الفريدة في كل ثقافة. على سبيل المثال، تضمنت عمليات دمج هوية السمة في ألمانيا بعض تفاعلات الفاعلية والنشاط التي لم تظهر في الثقافات الأخرى.
استعرض كتاب مسح الثقافات لعام 2010 البحث عبر الثقافات حول عمليات تكوين الانطباع، وقدم إرشادات لإجراء دراسات تكوين الانطباع في الثقافات التي لم يتم استكشاف العمليات فيها حاليًا.

## الدراسات الحديثة
يعتمد تكوين الانطباع على خصائص كل من المدركين والأهداف. ومع ذلك، لم يكن البحث قادرًا على تحديد مدى مساهمة هاتين المجموعتين في الانطباع. أجري البحث لتحديد مدى نشوء الانطباعات من «عقلنا» و«الوجه المستهدف». أظهرت النتائج أن خصائص الإدراك تساهم أكثر من المظهر المستهدف. يمكن عمل الانطباعات من مظهر الوجه وحده وتقييمات لسمات مثل اللطيف والقوي والذكي بناءً على اختلافات وجه الهدف. تظهر النتائج أن سمات الوجه الدقيقة لها عواقب ذات مغزى على الانطباعات، وهذا صحيح حتى بالنسبة للأطفال الصغار بعمر 3 سنوات. أجريت دراسات لدراسة تكوين الانطباع في المواقف الاجتماعية بدلاً من المواقف التي تنطوي على تهديد. يكشف البحث أن الأهداف الاجتماعية يمكن أن تقود إلى تكوين الانطباعات وأن هناك مرونة في الانطباعات المحتملة التي تتشكل على الوجوه المستهدفة.

## هوامش
1. ↑  Impression-formation effects are described in detail by Heise in Expressive Order, Chapter 6. مربعات صغرى عادية estimations of equations from the 515-event study, and from studies mentioned in this article, can be examined in Interact On-Line (Java applet) نسخة محفوظة 2020-02-20 على موقع واي باك مشين.